# Kerstin Lindahl-Kiessling
Kerstin Margareta Lindahl-Kiessling, född 23 december 1924 i Lycksele, död 2 november 2022 i Uppsala, var en svensk zoofysiolog.

## Utbildning och karriär
Kerstin Lindahl-Kiessling tog en fil lic-examen vid Uppsala universitet 1954 och disputerade där 1960. År 1972 befordrades hon från docent till professor i zoofysiologi i Uppsala. Hon invaldes 1980 i Vetenskapsakademien och var gift med professor Karl-Heinz Kiessling (1924–1998). Makarna är gravsatta på Hammarby kyrkogård utanför Uppsala.